# Drømmeland
 For alternative betydninger, se Drømmeland A/S.
"Drømmeland" er en dansk sang fra Apollorevyen 1937 sunget af Marguerite Viby og Hans W. Petersen. Sangen er desuden med i Cocktail, der senere på året blev udsendt med højdepunkter fra årets sommerrevyer. Sangen har tekst af Aage Steffensen og musik af Kai Normann Andersen.

## Sangteksten
Sangen er en duet på formen A-A-B-C-B, hvor A-stykket er på fire små linjer (sunget af henholdsvis Viby og Petersen), B-stykket har form af omkvæd, hvor begge sangere stemmer i (dog med forskellig tekst i de to omgange), mens C-delen er en kort bro til at komme tilbage til B-delens begyndelse igen. B-delen afsluttes begge gange med gentagelsen af ordet "drømmeland" tre gange på en måde, der bringer mindelser om børnesangen "Jeg gik mig over sø og land".
Indholdet beskriver sangernes jublende lykke over tilværelsen, der er så perfekt, som levede de i et drømmeland.

## Melodi
Kai Normann Andersens melodi er en munter, jazzet vise i en firdelt takt. I forbindelse med omkvædet har Andersen indlagt – i tråd med teksten – en lille antydning af "Jeg gik mig over sø og land", men kun et par takter, inden hans egen melodi fortsætter.
Indspilningen af sangen er i høj grad præget af Teddy Petersens orkester, der får rig lejlighed til at brillere i for-, mellem- og efterspil på nummeret med den ret korte tekst.
Melodien til "Drømmeland" er en af de 12 Andersen-sange, der kom med i kulturkanonen.